# Kugar
Kugar és part de KOffice i s'usa per generar informes de treball que es poden veure i imprimir. Inclou un generador d'informes independent i un a dins d'un KPart. Aquest últim significa que qualsevol aplicació KDE pot veure els reportatges a dins seu, per exemple a dins del Konqueror.
El Kugar treballa ajuntant les dades generades per l'aplicació amb una plantilla per produir l'informe final. Els dos es generen usant XML. Això significa que les aplicacions només s'han de preocupar per generar les seves pròpies dades. Una plantilla es pot consultar via un URL, el qual permet tenir llibreries de plantilles gestionades de manera centralitzada.